# Дерекой Джамі
Дерекой Джамі (крим. Dereköy Cami) — мечеть у місті Ялта Автономної Республіки Крим.
Мечеть діюча, усередині складається із двох невеликих залів. Релігійний центр мусульманської громади міста. Є пам'яткою архітектури.
Мечеть розташована на території колишнього села Дерекой, що в 1945 році було перейменовано в Ущельне, а в 1954—1968 роках було включено до складу міста Ялта.

## Історія

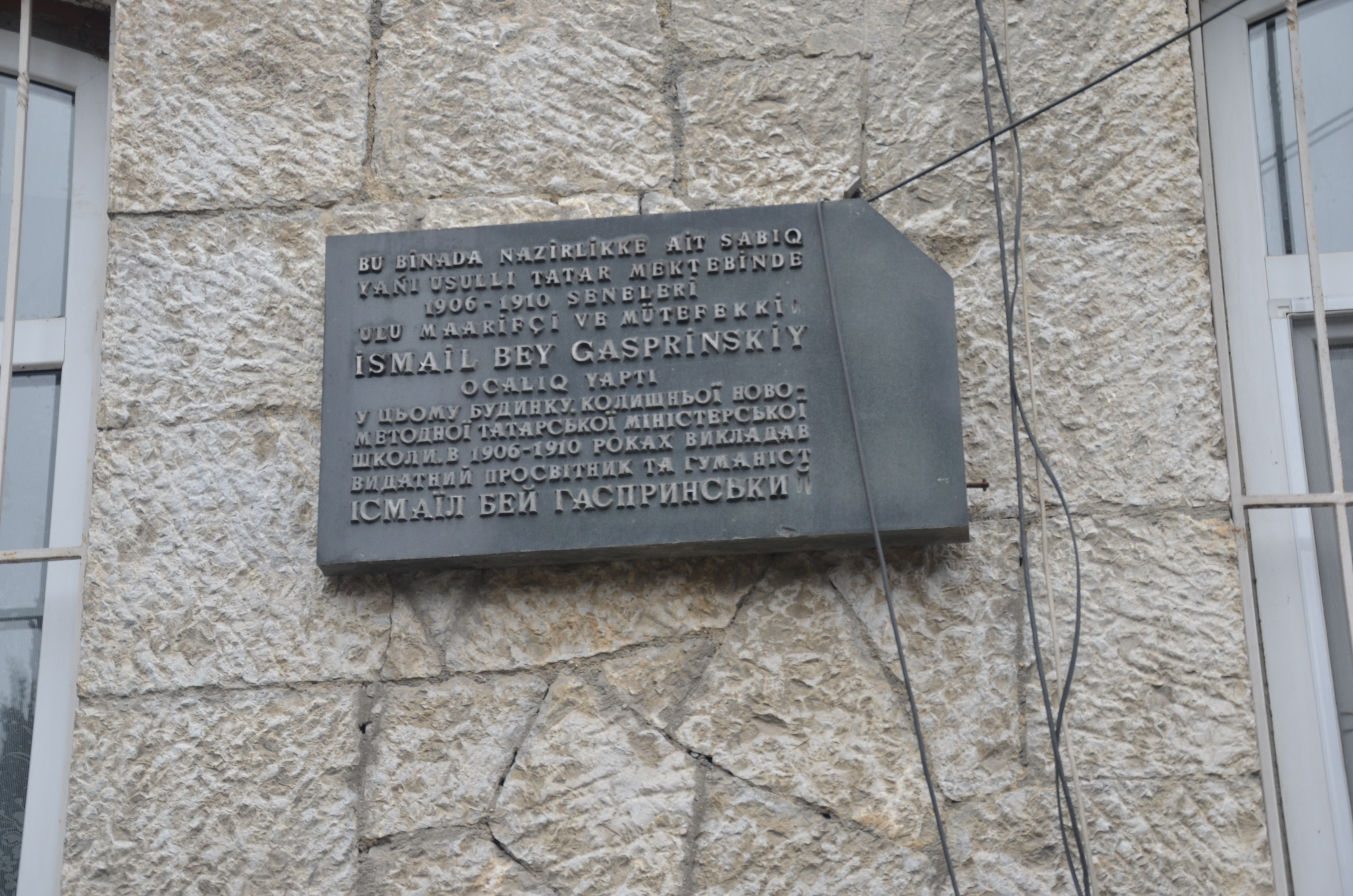
Пам'ятна табличка на мечеті, 2016 рік.

Дерекой Джамі існує з ХІХ століття, орієнтовний рік побудови — 1840.

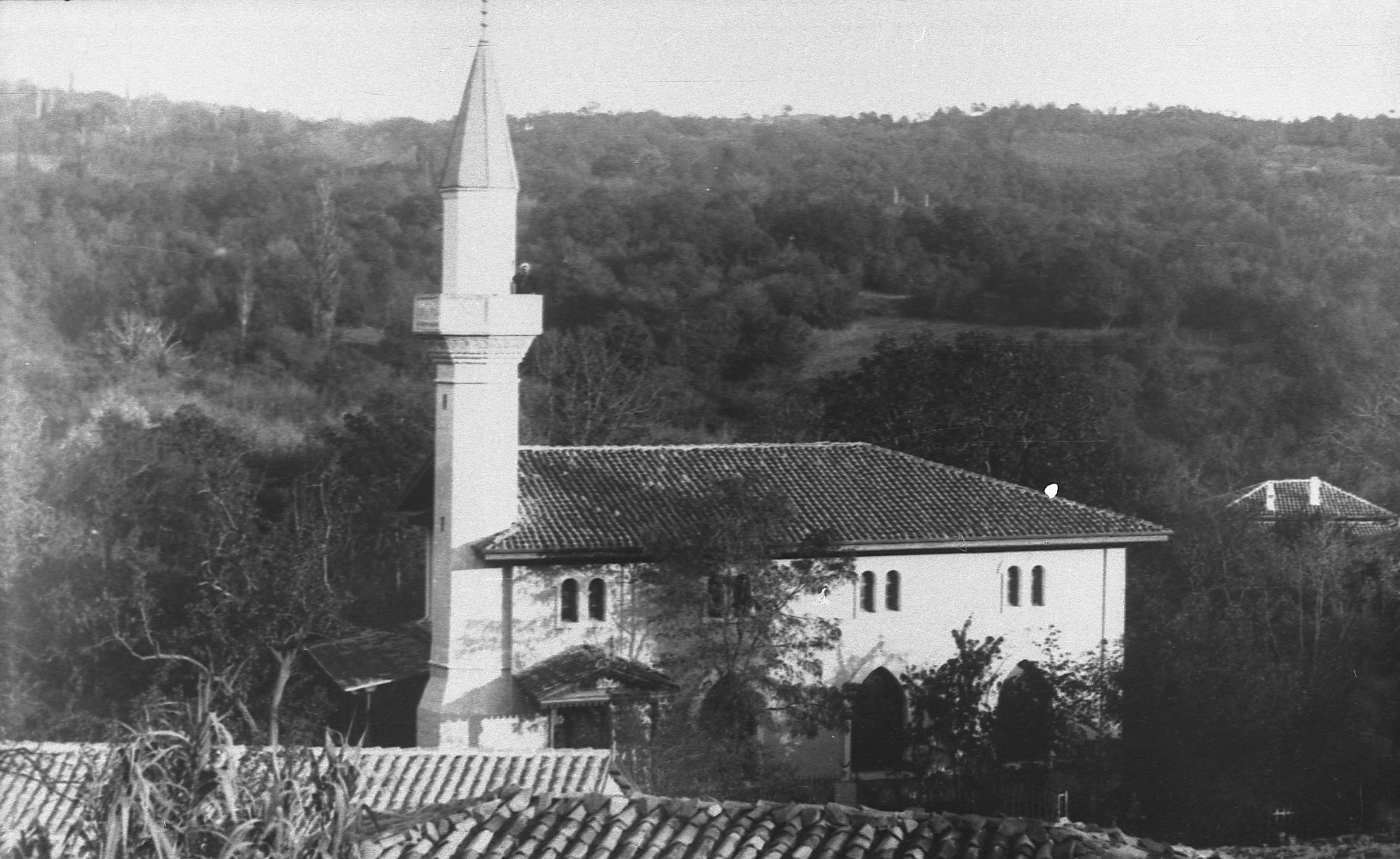
Дерекой Джамі, 1890—1900 рік.

У минулому при мечеті працював ісламський навчальний заклад — медресе. Відомо, що в 1906—1910 роках викладав видатний просвітитель кримськотатарського народу Ісмаїл-Бей Гаспринський. Про Гаспринського можна прочитати на меморіальній дошці на стіні мечеті.
У радянські часи в будівлі була школа, а пізніше заклад для дітей, що відстають у розвитку.
З 2014 року релігійна громада піддається репресіям з боку окупаційної російської влади.